# Ixora palembangensis
Ixora palembangensis är en måreväxtart som beskrevs av Cornelis Eliza Bertus Bremekamp. Ixora palembangensis ingår i släktet Ixora och familjen måreväxter. Inga underarter finns listade i Catalogue of Life.